# إيفا لا روي
إيفا لا روي (بالإنجليزية: Eva LaRue) مواليد 27 ديسمبر 1966 في كاليفورنيا، الولايات المتحدة، هي ممثلة أمريكية بدأت مسيرتها الفنية عام 1987.

## روابط خارجية
- إيفا لا روي على موقع IMDb (الإنجليزية)
- إيفا لا روي على موقع ألو سيني (الفرنسية)
- إيفا لا روي على موقع ميوزك برينز (الإنجليزية)
- إيفا لا روي على موقع أول موفي (الإنجليزية)
- إيفا لا روي على موقع قاعدة بيانات الأفلام السويدية (السويدية)
- إيفا لا روي على موقع إن إن دي بي (الإنجليزية)
- إيفا لا روي على موقع قاعدة بيانات الفيلم (الإنجليزية)
- إيفا لا روي على موقع كينوبويسك (الروسية)